# Franz II. Rákóczi

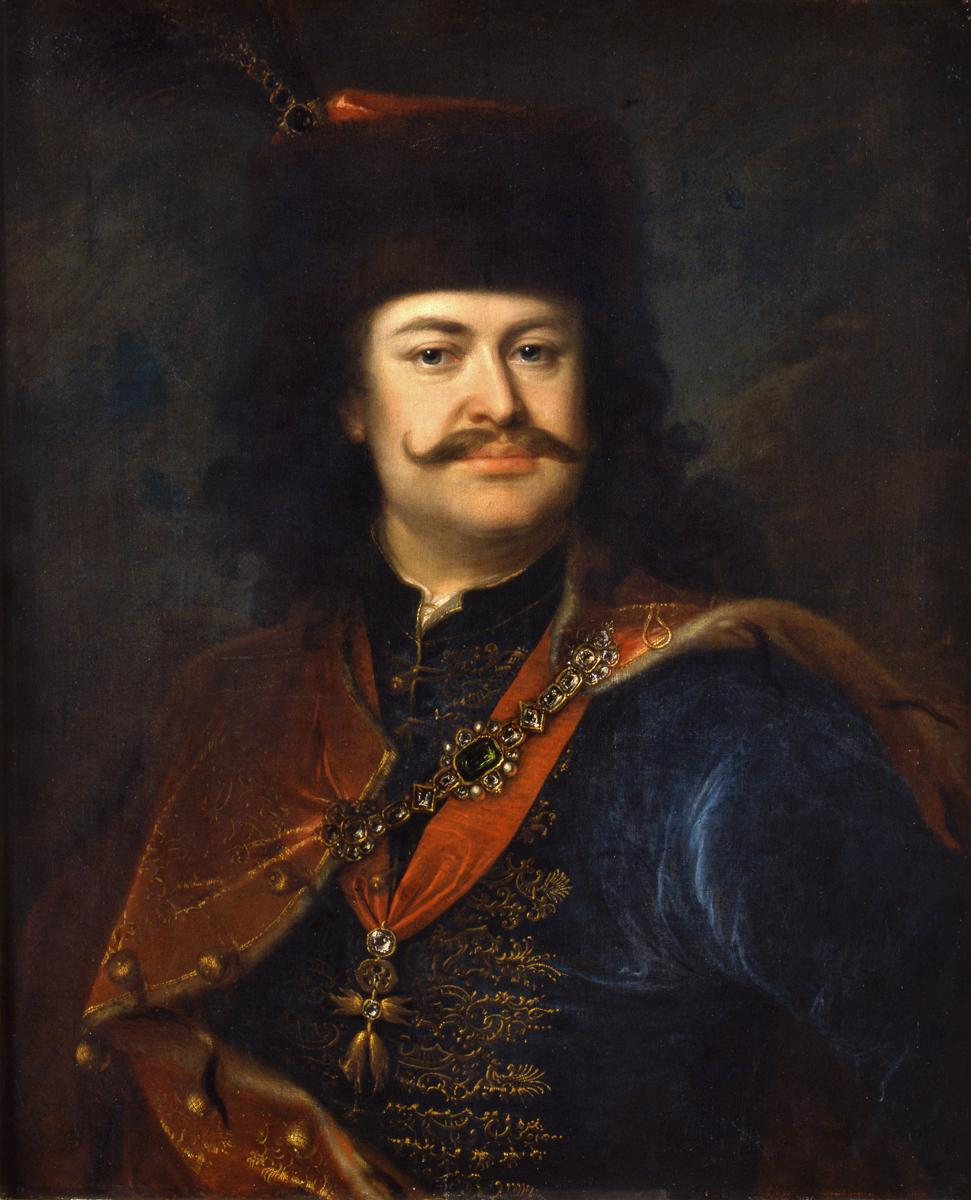
Franz II. Rákóczi, Porträt von Adam Manyoki.
Rákóczis Unterschrift:

Franz II. Rákóczi [ˈraːkoːt͡si] (ungarisch II. Rákóczi Ferenc, slowakisch František II. Rákoci, * 27. März 1676 auf Schloss Borsi (heute Borša), Komitat Semplin, Königreich Ungarn; † 8. April 1735 in Tekirdağ, Osmanisches Reich) war ein ungarischer Fürst und Freiheitskämpfer. Er führte den nach ihm benannten Aufstand von 1703 bis 1711 gegen die Habsburger, und gilt seitdem als ungarischer Nationalheld.

## Herkunft und Jugend
Franz II. Rákóczi stammt aus einem Geschlecht, das unter anderem das Amt der Fürsten von Siebenbürgen innehatte. Franz’ adlige Verwandte waren oft in antihabsburgische Aufstände verwickelt:
- sein Vater Franz I. Rákóczi (1645–1676) war in der Magnatenverschwörung (1664–1671) in Kroatien und dem Königreich Ungarn (meistens auf dem Gebiet der heutigen Slowakei) verwickelt,
- sein Urgroßvater (Georg I. Rákóczi) war Anführer eines nach ihm benannten Aufstands (1644–1645) im Königreich Ungarn,
- sein Großvater Georg II. Rákóczi war Anführer eines nach ihm benannten Aufstands (1648–1660) in Siebenbürgen und Polen,
- sein Stiefvater Emmerich Thököly war der Anführer eines nach ihm benannten Kuruzenaufstands (1678–1688) im Königreich Ungarn.

Siebenbürgen wurde nach der Vertreibung der Türken (Ende der Belagerung Wiens 1683, Eroberung Budas 1686) dem Habsburgerreich (dem Königlichen Ungarn) angegliedert.

Wappen von Franz II. Rákóczi als Fürst des Heiligen Römischen Reiches

Rákóczi verlor im Alter von vier Monaten seinen Vater und wuchs ganz unter dem Einfluss seiner ultrapatriotischen Mutter Jelena Zrinski (ung.: Zrínyi Ilona) auf, der Tochter des 1671 hingerichteten Bans von Kroatien Petar Zrinski (1621–1671). Sie verteidigte 1685 bis 1688 die Festung Mukatschewo (ung.: Munkács) gegen eine Belagerungsarmee der Kaiserlichen. Nach der Kapitulation sperrte sie der Kaiser in ein Kloster, bis sie Emmerich Thököly (1657–1705), den sie 1682 geheiratet hatte, gegen einen österreichischen General austauschte. Rákóczi wuchs ziemlich vernachlässigt „mit den Domestiken“ auf, was ihm aber physische Härte verlieh. Nach der Flucht Thökölys in die Türkei gingen Mutter und Schwester mit ihm 1688 nach Wien. Dort wurde er von beiden getrennt und als Mündel des Kardinals Kollonitsch fünf Jahre lang in das Jesuitenkolleg von Neuhaus in Böhmen geschickt. Die Familie Rákóczi war überwiegend protestantisch, aber schon sein Vater war katholisch geworden. Die Jesuiten sollen versucht haben, ihn in ihren Orden zu ziehen, nicht zuletzt wegen seiner großen Besitztümer, waren aber nicht erfolgreich – nur eine tiefe Gläubigkeit behielt Rákóczi zeitlebens. Volljährig geworden begann er 1690 ein Studium in Prag und ging 1693 auf Kavalierstour u. a. nach Italien, bevor er sich in Wien ansiedelte. Am 26. September 1694 heiratete er in Köln gegen kaiserlichen Widerstand Charlotte Amalie von Hessen-Wanfried (1679–1722), Tochter des Landgrafen Karl von Hessen-Wanfried, und zog sich mit ihr auf seine oberungarischen (die heutige Slowakei) Güter zurück.
Rákóczis vollständige Titel lauteten: „Franciscus II. Dei Gratia Sacri Romani Imperii & Transylvaniae princeps Rakoczi. Particum Regni Hungariae Dominus & Siculorum Comes, Regni Hungariae Pro Libertate Confoederatorum Statuum necnon Munkacsiensis & Makoviczensis Dux, Perpetuus Comes de Saros; Dominus in Patak, Tokaj, Regécz, Ecsed, Somlyó, Lednicze, Szerencs, Onod.“

## Aufstände gegen Habsburg
Hauptartikel: Aufstand von Franz II. Rákóczi

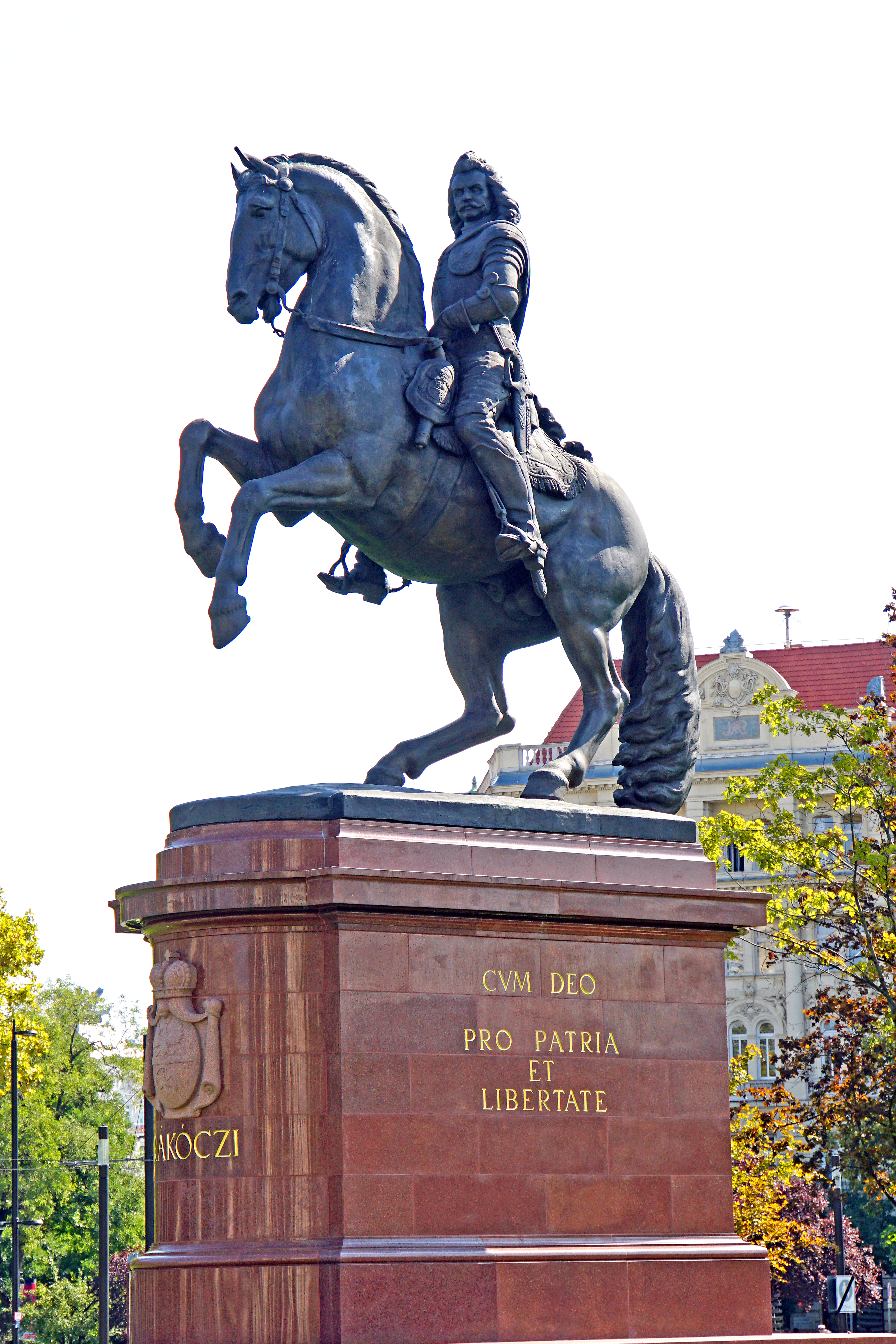
Das Rákóczi-Denkmal in Budapest

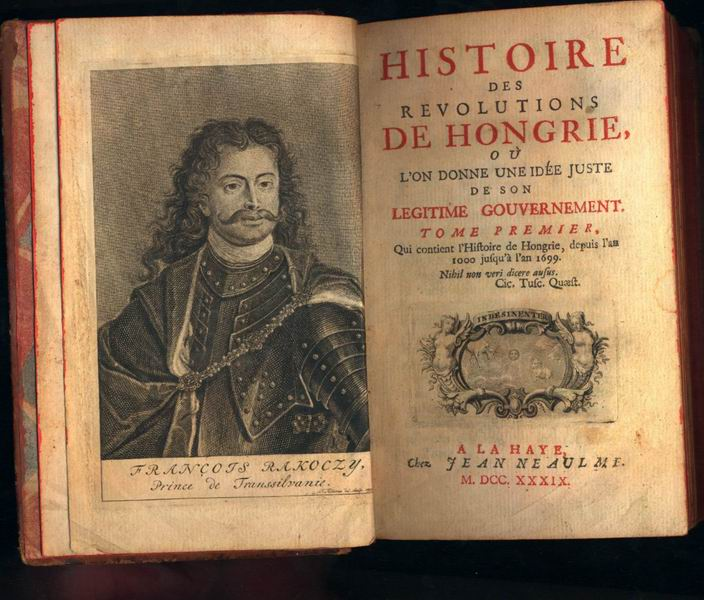
Rákóczi auf dem Frontispiz der Histoire des revolutions de Hongrie mit seinen Memoiren (1739)

Zunächst vermied er eine Teilnahme an Aufständen – als er beispielsweise 1697 zur Beteiligung an einem anfangs erfolgreichen Bauernaufstand in der Tokajer Weingegend aufgefordert wurde, floh er nach Wien. Die harte Unterdrückung durch die Habsburger und die Tatsache, dass er 1701 nur einen kleinen Teil seiner einstmals riesigen (über eine Million Hektar) Güter zurückerhielt, bewirkten aber einen Sinneswandel. Mit anderen Adligen wie Bercsenyi plante er bei Beginn des Spanischen Erbfolgekrieges 1701 einen Aufstand. Der aus Belgien stammende Offizier François de Longueval (1647–1719), der Briefe der Rebellen an Ludwig XIV. überbringen sollte, verriet den Plan an den Kaiser. Rákóczi wurde Ende Mai verhaftet und in dasselbe Gefängnis in Wiener Neustadt gebracht, wo auch sein Großvater seinerzeit auf seine Hinrichtung gewartet hatte. Mit Hilfe seiner Frau und des Offiziers Gottfried von Lehnsfeld, der sich mit einer hohen Geldsumme hatte bestechen lassen und der deswegen hingerichtet wurde, entkam er am 24. November 1701 in Dragoneruniform und ging nach Polen ins Exil. Der Kaiser ließ ihn 1703 in Abwesenheit zum Tode verurteilen, setzte ein Kopfgeld aus und zog seine Güter ein.
In Warschau fand Rákóczi Schutz beim französischen Gesandten. Anfang 1703 überredeten ihn aufständische Bauern aus Nordostungarn, die Führung ihres Aufstands zu übernehmen. Er schickte ab Mai Fahnen mit der Aufschrift „Cum deo pro patria et libertate“ ins Land und rief alle Ungarn zu den Waffen. Im Juni überschritt er mit seinen wenigen Bauern die Karpatengrenze. Die Adligen vermuteten zunächst einen Bauernaufstand und zögerten. Als sie von seiner Führung erfuhren, schlossen sie sich ab Herbst 1703 aber in großer Zahl an. Ende des Jahres beherrschte er Oberungarn und den mittleren Teil der Tiefebene und drang in Siebenbürgen und Transdanubien ein. Als sein Heer die österreichische Grenze erreichten, erhielt er Unterstützung durch einen bayrisch-französischen Vorstoß, der sich aber in Tirol verzettelte, so dass die Alliierten aufholen und die Franzosen und Bayern bei Höchstädt am 13. August 1704 vernichtend schlagen konnten.
Auf dem Höhepunkt bestand seine Kuruzen-Armee aus über 60.000 Reitern („Husaren“), die 1704 bis vor Wien marodierten. Allerdings waren sie nur mangelhaft bewaffnet und daher in offener Feldschlacht meist unterlegen und bedienten sich daher Guerillataktiken. Der Aufstand wurde von Frankreich mit Geld und Beratern (Oberst de la Motte, der die Artillerie befehligte) unterstützt, von Truppen konnte aber nach Höchstädt nicht mehr die Rede sein. Rákóczi selbst widmete sich nur ein oder zwei Tage die Woche den Staatsgeschäften und verbrachte seine Zeit auf der Jagd, in frommer Andacht, bei seinen Studien oder mit seinen Geliebten. Seine Frau und seine beiden Söhne lebten, als Geiseln aufgezogen, unter Vormundschaft des Kaisers in Wien. Im Juli 1704 wählten ihn die siebenbürgischen und oberungarischen Stände zu ihrem Führer, am 20. September 1705 wurde er auf dem Reichstag von Szecseny zum Fürsten von Ungarn ernannt. Die Königskrone lehnte er ab mit der Begründung, dahinter müsse eine ausländische Macht stehen. Während des Aufstands wurde die Krone vergeblich den Bayern, Sachsen und Schweden angeboten. Nur mit Peter dem Großen schloss er 1707 ein Geheimabkommen, in dem dieser ihm die polnische Krone anbot, was aber wegen des Verlaufs des Nordischen Krieges ohne Folgen blieb. In Ungarn kam es zu Konflikten mit dem Hochadel über die Befreiung der leibeigenen Bauern, die den Großteil der Kuruzenarmee bildeten, und deren Abwesenheit von den Gütern sowie die Aufhebung der Steuerbefreiung des Hochadels. Davor hatte Rakoczsi den Krieg teilweise aus eigener Tasche, das heißt den Einkünften seiner riesigen Güter, bezahlt.
1708 schickten die Habsburger, die im Spanischen Erbfolgekrieg kämpften, endlich eine Armee unter Feldmarschall Guido von Starhemberg gegen die Kuruzen, die auf dem Weg nach Schlesien Trentschin belagerten. Dort wurde Rákóczis Heer am 3. August in der Schlacht bei Trentschin vernichtend geschlagen. Die Kuruzen wurden nach Nordosten zurückgedrängt. Ungarn blutete auch durch Epidemien immer mehr aus (insgesamt forderte der Aufstand wohl eine halbe Million Opfer) und ein Teil des Adels entschloss sich daher zu Verhandlungen, auf die auch die Alliierten des Kaisers Joseph I. drängten, um Truppen gegen Frankreich freizubekommen. 1711 wurde der Frieden von Szatmar geschlossen und der Aufstand beendet. Der Verhandlungsführer General Alexander Károlyi wurde in Ungarn lange als Verräter angesehen, handelte aber anfangs im Auftrag des 1710 für Verhandlungen mit dem Zaren nach Polen gegangenen Rákóczi. Für die Ungarn brachte der Frieden viele Vorteile: bis auf wenige Ausnahmen vollständige Amnestie, Religionsfreiheit und Achtung der ungarischen Ständeverfassung. Dem Hochadel war der Frieden mit dem Kaiser lieber als die Aufstände ihrer Leibeigenen.

## Exil

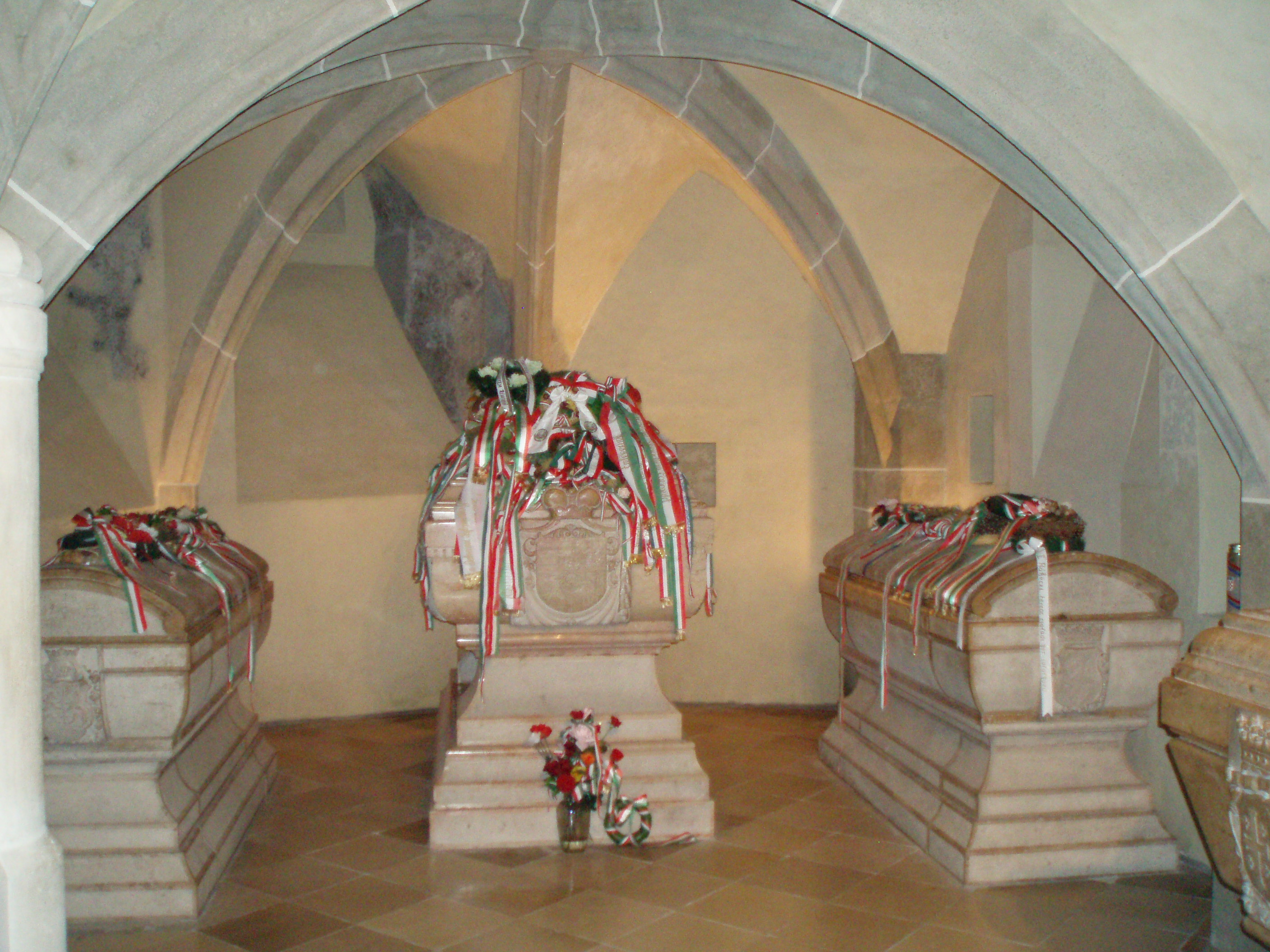
Sarkophag von Franz Rákóczi im Elisabeth-Dom zu Kaschau

Franz II. Rákoczi lehnte den Vertrag und eine Amnestie für sich (samt angebotenem deutschen Fürstentum) ab und ging 1713 nach Paris ins Exil. Er erhielt 1714 eine Pension von Ludwig XIV. und war ein gern gesehener Gast in Versailles. Da er in ständiger Geldnot war, betrieb er in seinem Haus über seinen Vertrauten, den Abbé Brenner, einen Spielklub, der ihn mit jährlichen Einkünften von 40.000 Livres versorgte. Antoine-François Prévost berichtet darüber in seinem Roman Manon Lescaut. Als der ungarische Historiker Gyula Szekfű (1883–1955) dies 1913 in seinem Buch Rakoczi im Exil aufdeckte (neben einigen weiteren Charakterschwächen des Nationalhelden wie seine vielen Liebesaffären, aus denen Rakoczi selbst in seinen nach dem Vorbild von Augustinus verfassten Bekenntnissen allerdings auch kein Geheimnis machte), löste dies einen Sturm der Entrüstung aus und sein Buch wurde von Patrioten öffentlich verbrannt. Rákoczi trat 1714 – unter dem Namen Graf Sarus – einem Karmeliterkloster (Camaldules de Grosbois) bei, wo er sich einige Jahre Studium und Gebet widmete, und seine Memoiren schrieb. In den sich an den Separatfrieden der Seemächte in Utrecht anschließenden Verhandlungen mit dem Kaiser in Rastatt 1713 verwendete sich Ludwig XIV. vergeblich für Rákóczi. 1717 verließ er Frankreich, nachdem die Türken ihm Hoffnung gemacht hatten. Trotz Warnung des Regenten und des Zaren schiffte er sich mit 40 Getreuen in Marseille ein. Die Türken wurden allerdings von Prinz Eugen geschlagen, wobei ungarische Truppen auf beiden Seiten kämpften. Im Frieden von Passarowitz 1718 wurde Rákoci nicht bedacht, sondern musste nach einer Klausel des Vertrags in den asiatischen Teil der Türkei ziehen. Ihm und seinen Getreuen wurden zwanzig Häuser in Tekirdağ (Rodosto, europäischer Teil der Türkei) zugewiesen, wo sich heute das Rákoczi Museum befindet. Einer seiner Söhne lebte einige Jahre bei ihm und auch seine ihm entfremdete Frau besuchte ihn hier. Im Übrigen trieb er theologische Studien, jagte und tischlerte, wie in den Briefen von Rakoczis Sekretär Kelemen Mikes (1690–1761) geschildert. Die Briefe, die als Klassiker der ungarischen Literatur gelten, sind an eine fiktive Adressatin in Konstantinopel gerichtet. Viele seiner Getreuen standen insgeheim im Sold des Kaisers oder verkauften den Russen oder anderen Mächten Informationen. 1735 starb Rakoczi in seinem Haus und wurde in der katholischen Kirche von Smyrna beigesetzt. Sein Herz und zwei Manuskripte (u. a. Confessiones) ließ er dem General des Karmeliterordens nach Frankreich übersenden.
1906 wurden die Überreste des Fürsten (mit denen seiner Mutter und seines Sohnes) auf Staatskosten in das damalige Königreich Ungarn gebracht, am 28. Oktober in der St. Stephans Basilika aufgebahrt und am 29. Oktober feierlich im Elisabeth-Dom zu Kaschau (ung.: Kassa, slow.: Košice) begraben.

## Nachkommen und Verwandte
Die männliche Linie Rákóczi starb 1756 mit Georg, seinem jüngsten Sohn, aus. Insgesamt sollen aus seiner Ehe vier Kinder hervorgegangen sein. Der älteste Sohn, Leopold Georg (geb. 28. Mai 1696 in Kis-Tapolcsány) soll 1700 gestorben sein, ebenso wie die Tochter Charlotte, die vor 1700 starb. Die beiden anderen Söhne, Joseph (1700–1738) und Georg (1701–1756) wuchsen unter Vormundschaft des Kaisers in Wien auf. Georg war mit der Marquise de Bethune, dann mit Margueritte Suzanne de Bois l´Isle verheiratet, beide Ehen blieben kinderlos. Joseph heiratete 1735 Marie-Josepha Contentière. Aus dieser Ehe ging eine Tochter, Josepha-Charlotte (1736–1780) hervor, die unverheiratet blieb.
Der Graf von Saint Germain behauptete, ein Sohn Rákóczis zu sein, fand aber wenig Glauben. Verteidiger dieser Hypothese identifizieren ihn mit dessen ältestem Sohn Leopold Georg, der angeblich fälschlicherweise als tot erklärt wurde und am Hof des letzten Medici-Herzogs der Toskana aufgewachsen sein sollte.
Rakóczi hatte einen Bruder, Georg III., der sein erstes Jahr 1667 nicht überlebte, und eine Schwester Julianna (geb. 1672), die 1691 den belgischen Adligen Ferdinand Gobert, Graf von Aspremont-Linden-Reckheim heiratete.

## Würdigung und Nachwirkung

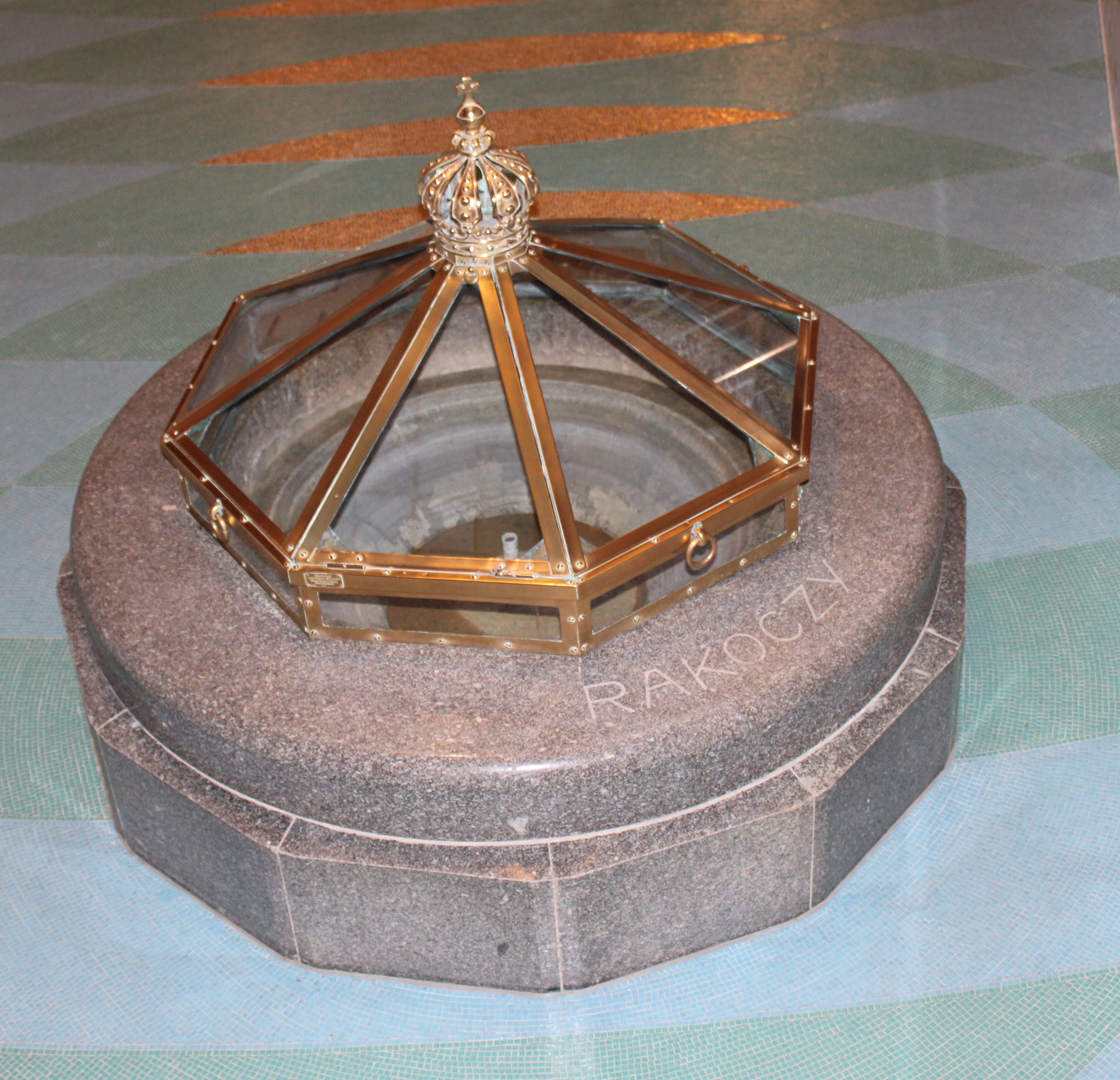
Der Rakoczy-Brunnen in der Brunnen- und Wandelhalle von Bad Kissingen

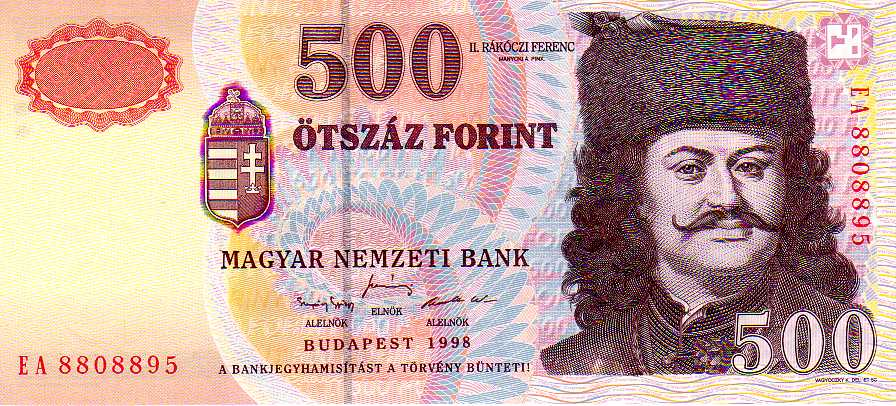
Franz II. Rákóczi (Ungarische Banknote, 500 Forint, 1998)

Die Rakoczy-Quelle in Bad Kissingen, die 1737 bei der Verlegung der Fränkischen Saale im alten Flussbett wiederentdeckt wurde und für Kurzwecke als Brunnen erschlossen wurde, wurde im 18. Jahrhundert nach dem damals populären Fürsten benannt, obwohl sich dieser niemals in der Kurstadt aufgehalten hatte. Der Rakoczy-Brunnen entwickelte sich zum meist getrunkenen Heilwasser von Bad Kissingen. Aufgrund dieser Bedeutung erhielt das seit den 1950er-Jahren jeweils am letzten Juli-Wochenende stattfindende Stadtfest von Bad Kissingen seinen Namen Rakoczy-Fest.
1924 vernichtete ein Brand den Großteil der Inneneinrichtung des Schlosses Rotenturm, darunter das im Turm aufbewahrte Geheimarchiv von Fürst Franz II. Rákóczi.
Das ungarische Nationallied, der Rákóczi-Marsch, ist nach ihm benannt und wurde unter anderem von Franz Liszt (Ungarische Rhapsodie Nr. 15) und Hector Berlioz (La damnation de Faust) bearbeitet. Die Melodie soll auf Trompetensignalen der Kuruzen-Armee beruhen.
Der Tokajer Wein wurde im Laufe des 18. Jahrhunderts zu einem bevorzugten Wein an den europäischen Höfen, besonders in Frankreich, nachdem Rákóczi seine Gesandten reichlich mit diesem versehen ins Ausland schickte.
In der türkischen Stadt Tekirdağ, wo Rákóczi mehrere Jahre im Exil lebte und schließlich verstarb, befindet sich heute das Rákóczi-Museum, welches sich mit dessen Leben und mit den türkisch-ungarischen Beziehungen beschäftigt. Im gut restaurierten Gebäude werden neben zeitgenössische Gegenständen und Gemälden auch diverse Schriften ausgestellt.
Ferenc II. Rákóczi wurde auf diversen Banknoten des ungarischen Forint abgebildet. Auf dem 50 Forintschein der Serie von 1953, auf den 500 Forintschein von 1998, sowie auf der Serie von 2014 mit gleicher Nennung.

## Werke
- Mémoires pour servir à l’histoire des révolutions de Hongrie, in: Domokos Brenner, Histoire des révolutions de Hongrie, oú l'on donne une idée juste de son légitime gouvernement. Avec les memoires du prince François Rakoczy sur la guerre de Hongrie, depuis 1703, jusqu'à sa fin et ceux du comte Betlem Niklos sur les affaires de Transilvanie. Den Haag 1738/1739
- Mémoires sur la guerre de Hongrie depuis 1703 jusqu’à sa fin, Den Haag 1739 (viele ungarische Auflagen, z. B. Archivum Rakoczianum Band 3, Teil 1, Budapest 1978)
- Confessio peccatoris (lateinische Autobiographie), 1876, auch als Bd. 5,6 in Abbé Brenner: Histoire des révolutions de Hongrie où l'on donne une idée juste de son légitime gouvernement, La Haye 1739
- Testament politique et morale du prince Racoczi, 1751 (umstritten)
- Rakoczi's politischer Schriftwechsel und die Akten seines Hochverratsprozesses wurden herausgegeben von Thaly, Lukinich in 12 Bänden im Archivum Rakoczianum 1873/1935
- Ein Teil der außenpolitischen Korrespondenz wurde von J. Fiedler herausgegeben: Zur Geschichte Franz Rakoczis und seiner Verbindungen mit dem Auslande, Wien 1855/58 (Fontes rerum austriacarum, II. Abt., Bd. 9, Bd. 17)

- Confession d'un pécheur, aus dem Lateinischen übersetzt von Chrysostome Jourdain. Kritische Ausgabe unter der Leitung von Gábor Tüskés. Vorwort von Jean Garapon, Studien von Ferenc Tóth, Gábor Tüskés, Ildikó Gausz, Csenge E. Aradi und Zsuzsanna Hámori-Nagy. Vorbereitet und überprüft von Michel Marty. Paris, Honoré Champion, 2020.
- Mémoires du prince François II Rákóczi sur la guerre de Hongrie depuis 1703 jusqu'a sa fin, übersetzt von István Vas. Nachwort und Kommentar von Béla Köpeczi; Texterstellung und kritischer Apparat von Ilona Kovács. Budapest, Akadémiai, 1978. (Archivum Rákóczianum)
- Testament politique et moral du prince François II Rákóczi, übersetzt von Nándor Szávai und Ilona Kovács. Studie und Kommentar von Béla Köpeczi; Lateinischer Text von István Borzsák; Französische Texte und kritischer Apparat von Ilona Kovács. Budapest, Akadémiai, 1984. (Archivum Rákóczianum)
- Méditations du prince François II Rákóczi, Lateinischer Text erstellt und kommentiert von Balázs Déri; französischer Text erstellt und kommentiert von Ilona Kovács; mit einer Studie und Zusammenfassungen von Gábor Tüskés. Budapest: Balassi, 1997. (Archivum Rákóczianum)
- Aspirations du prince François II Rákóczi, Lateinischer Text, herausgegeben und kommentiert von Balázs Déri; Französischer Text, herausgegeben und kommentiert von Ilona Kovács; übersetzt von Gáspár Csóka und Balázs Déri; Notizen von Lajos Hopp. Budapest, Akadémiai, Balassi, 1994. (Archivum Rákóczianum)
- Ferenc Rákóczi II: Confessio Peccatoris. The confession of a sinner, übersetzt von Bernard Adams, Vorwort von Robert Evans, Essay von Gábor Tüskés. Budapest, Corvina, 2019.
- Ferenc Rákóczi II: Memoirs, übersetzt von Bernard Adams, Essay von Gábor Tüskés. Budapest, Corvina, 2019.
- Correspondance de François II Rákóczi et de la Palatine Elżbieta Sieniawska 1704-1727, Hrsg. in Zusammenarbeit mit Gábor Tüskés von Ilona Kovács und Béla Köpeczi, Budapest, Balassi Kiadó, 2004.